# 伊耶罗尼姆·乌博列维奇
伊耶罗尼姆·彼得罗维奇·乌博列维奇（1896年1月14日—1937年6月12日），苏联军事家，一级集团军级軍銜（1935年時授予），在俄国内战中率领红军取得多次胜利。在担任红军军备部长时力主发展空军和装甲部队，强调要重点训练红军掌握现代兵器和装备。在担任多个军区司令期间，他组织了多次演习和野外作业，提高了苏军的实际训练水平，完善了大纵深战役理论。受他影响的同僚和他所提拔的下属中不少成为了苏德战争中的著名将领。大清洗中，他和图哈切夫斯基等军队高层领导人被处决，是苏联军队的重大损失。

## 生平

### 俄国内战
乌博列维奇生于俄罗斯帝国科夫诺省安坦德里尤斯村（今立陶宛乌泰纳县）。1909至1914年在拉脱维亚的陶格夫匹尔斯读中学。中学毕业后，乌博列维奇入圣彼得堡国立技术大学机械系和康斯坦丁炮兵学校各就读一年，随后被授予少尉军衔，派往前线，参加第一次世界大战，曾在维斯瓦河、涅曼河地区作战。1917年，他加入布尔什维克。十月革命后，参与组织了比萨拉比亚地区的赤卫军。1918年2月，他在同同罗马尼亚和奥、德干涉军作战时，受伤被俘:108-109。1918年8月从战俘营逃出，后任科特拉斯独立重榴弹炮连连长、炮兵教官、德维纳旅旅长。1918年10月，因战斗英勇被授予红旗勋章。
1918年底，乌博列维奇参与组织对第6集团军驻地沃洛格达的防御。1919年初格奥尔吉·萨莫伊洛维奇·伊谢尔松被派到第6集团军进行政治教育工作。根据他的记录，乌博列维奇精力充沛，精通战略战术。他对集团军司令部的工作颇有微词，认为司令部所发布的命令无视前线的具体形势。乌博列维奇主张应该在主要道路和水路上集中有限的兵力进行积极防御。西南方面军政委尼古拉·库兹明听取了他的建议，使局面得到了改善。乌博列维奇被提升为新组建的第18步枪师师长。上任不久，乌博列维奇就率领该师清除了申库尔斯克的敌军，夏天已经挺进到奥涅加一线。
1919年10月起，乌博列维奇任南方面军第14集团军司令，指挥该集团军在奥廖尔和克罗梅两地抵抗住了安东·邓尼金的进攻，12月率军收复了波尔塔瓦和哈尔科夫。在顿巴斯地区的作战中，他成功切断并歼灭了邓尼金的左翼，随后参加了敖德萨攻势，收复敖德萨。1920年2月底，他被任命为北高加索第9集团军司令，参加了粉碎叶卡捷琳诺达尔（克拉斯诺达尔）和新罗西斯克两地白卫军的作战。1920年5—7月和11—12月任西南方面军第14集团军司令。1920年7—11月任南方面军第13集团军司令，屡次击败弗兰格尔的部队:106。
1921年任乌克兰和克里木武装部队司令米哈伊尔·伏龙芝的助理，参加了进攻內斯托爾·馬赫諾所领导的武装的作战，并平定了发生在坦波夫州的富农暴动。1921年8月起，乌博列维奇先后任第5集团军司令和东西伯利亚军区司令。1922年8月夏，乌博列维奇接替瓦西里·布柳赫尔任远东共和国军事部长兼人民革命军总司令。为了清除日军，乌博列维奇在1922年10月组织实施了滨海战役。取得一定进展后，他命令军队回撤，继续与日军谈判:225。最终俄军于10月25日进入符拉迪沃斯托克，意味着俄国内战的结束，由于这一胜利，乌博列维奇第三次荣膺红旗勋章。

### 各军区司令

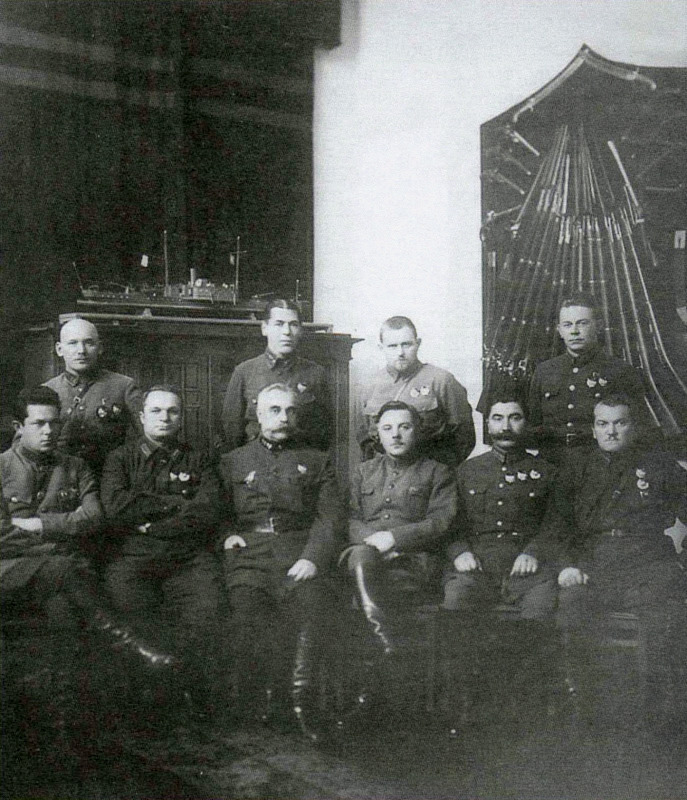
1927年12月的苏联革命军事委员会委员，后排右一即为乌博列维奇，时年仅31岁

1922年11月起，乌博列维奇曾任第5集团军司令。1924年6月起任乌拉尔军区副司令兼参谋长。1925年起任北高加索军区司令。1927-1928年，身为苏联革命军事委员会委员的乌博列维奇到德军总参高等军事学院学习。他认识到了需要借鉴德国的经验来提升红军的训练和军备水平。1928年，乌博列维奇回国后任莫斯科军区司令。当时的莫斯科军区基干部队很少，一些部队都是地方性的，组织训练是件复杂的事情。乌博列维奇到任后立即着手组织演习和野外行军作业来提高训练水平。其后，他和特里安达菲诺夫一起提出了建立坦克兵训练基地和需要加强空中防御的意见，这深深影响了军区副参谋长基里尔·梅列茨科夫。梅列茨科夫在回忆录中写道：“乌博列维奇坚信坦克兵兵团的力量及其光明的前途”“在这以前（也不妨说在这以后）还没有一位军事首长能像他那样使我获得那么多的教益。”:115-116
1929年底到1931年，乌博列维奇但任苏联革命军事委员会副主席兼红军装备部部长。这一段时间他强调掌握现代技术兵器是今后苏军军事训练的主要内容；他曾和伏罗希洛夫合作，开展了一系列与德国莱茵金属公司的合作项目。不久之后，乌博列维奇和图哈切夫斯基、雅基尔、加马尔尼克等人一起力主发展空军和装甲部队两个兵种，这和力主发展骑兵的国防人民委员伏罗希洛夫、布琼尼等人产生了严重的争执:267。1931年，图哈切夫斯基接替乌博列维奇担任红军装备部部长，负责红军的进一步改革，乌博列维奇则被调离中央，出任白俄罗斯军区司令。
1933年，乌博列维奇在巡视军区时发现第4师的情况很糟，性情急躁的他立即请求伏罗希洛夫调一个更强有力的人来接任师长，最后格奥尔基·朱可夫接任了第4师师长。之后的几年，乌博列维奇多次在白俄罗斯军区组织演习，在1934年和1936年的两次规模颇大的演习中，广泛使用了火炮、坦克、战斗机和运输机、工程技术装备、防化兵器、空降兵和骑兵。朱可夫率领的第4师在演习中成绩颇佳，也因此受到乌博列维奇的着力培养。1935年他在白俄罗斯军区组织了几个军区联合的战略野外作业，将伏尔加河沿岸军区视作一个集团军，任命自己在莫斯科军区就熟识的下属华西列夫斯基为作战部长，华西列夫斯基回忆说这是第一次检验自己的作战训练情况的机会，让他受益良多:113-114。同年9月，苏联开始实行新军衔制，乌博列维奇被授予一级集团军级（仅次于苏联元帅）。

### 逮捕和处决
1937年乌博列维奇被调离白俄罗斯军区，任命为中亚军区司令。6月5日被紧急召回莫斯科，刚上火车就被逮捕。他被指控受到托洛茨基的影响，和图哈切夫斯基、亚基尔等七人共同组成了“反革命军事叛国集团”。熟识乌博列维奇的阿那斯塔斯·米高扬试图向斯大林求情，说乌博列维奇是最诚实的一个人，斯大林则回应说：「我们让审判来决定他是否有罪吧。在审判中，乌博列维奇否认了所有指控」，但受到拷打后承认了罪名，于1937年6月12日被处决。
乌博列维奇被处决后三个月，他的妻子也被逮捕，于1941年以“叛徒”罪名被处决。女儿于1944年因“反苏维埃活动”被捕，直到1947年才特赦出獄。斯大林随后号召在红军内部清除「人民的敌人」，大量军官被逮捕甚至处决，和乌博列维奇关系密切的一批军事将领如朱可夫和科涅夫都遭受了调查，他们只得尽力表示自己和乌博列维奇没有关联。大量军事指挥官被处决极大地削弱了苏军的军事实力，部分导致了苏德战争初期苏军的溃败。1957年乌博列维奇被平反。

## 著作
- 《工农红军指挥人员的训练，野战行军，快速军事演习和野外实习》，1928年
- 《战役战术和航空兵的军事演练》，1929年版。

## 備註
1. ↑  俄語羅馬化：Iyeronim Petrovich Uborevich